# Мавзолей Карахана
Мавзолей Карахана (мавзолей Аулие-ата) (каз. Қарахан кесенесі) — памятник архитектуры XI века в казахстанском городе Таразе. Сооружён над могилой одного из представителей династии Караханидов.

## История

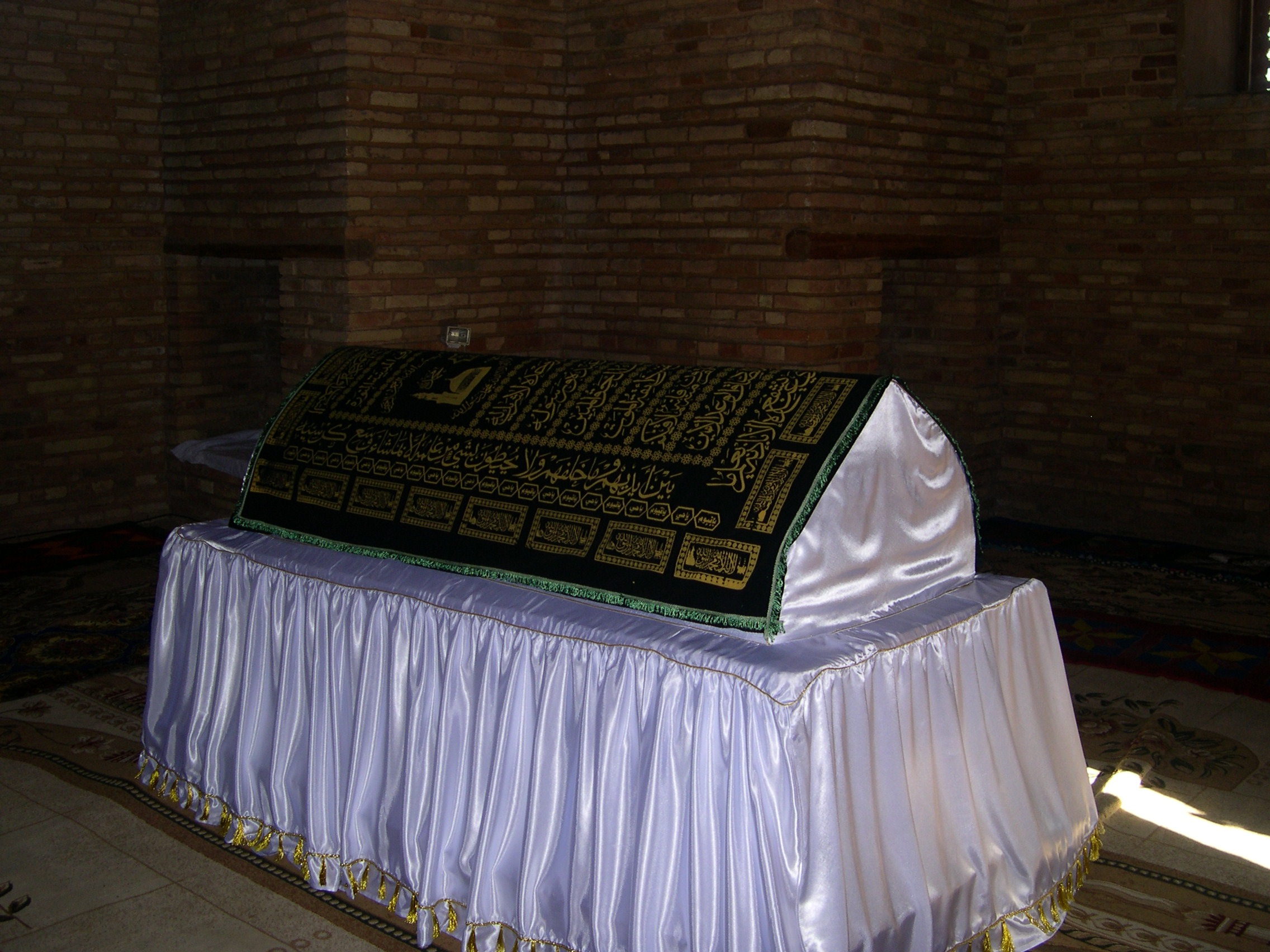
Надгробие в мавзолее Карахана

По местным устным преданиям, мавзолей сооружён над могилой Карахана, основателя династии Караханидов, который первым из тюрков принял ислам.
«Абду-р-Рахим-Баб. Его сын Ша-Хасан, по произванию Кылыдж-Карахан… Его сын Абдул-Халык-хан. Могила его в Отраре (к югу от города Туркестана, а могила Аулие-ата — на реке Таласе. У Аулие-ата второй сын был по имени Касым-хан-Баба, дед его — Кыран-шейх, зять его Махмуд-хан-шейх, а дочь Биби-айша, могила которой находится в двух ташах от гор. Аулие-Ата».
в 1905 году (по другим данным в 1920 году) он был разрушен до основания и перестроен и при сохранении конструкционного принципа утратил первоначальное архитектурно-декоративное убранство. Внутри мавзолея сохранилось ступенчатое надгробие. Строительство финансировал ташкентский ишан Саид Бакханов.

## Архитектура
Археолог Таисия Сенигова, основываясь на фотографии 1850-х годов, приводит описание первоначального облика фасада мавзолея. Мавзолей имел первоначально центрическую композицию и был перекрыт куполом. Вход в ранний мавзолей находился под пологой стрельчатой аркой, которая выделена клинчатой кладкой и оконтурена кирпичом, положенным плашмя. Арка опиралась на 3/4 колонны, выложенной спаренным кирпичом. Подобным образом был сделан глубинный вход, расположенный за арочной нишей. Портальная часть была оконтурена кирпичом слегка выступающими П-образными арками.